# Gorndorf

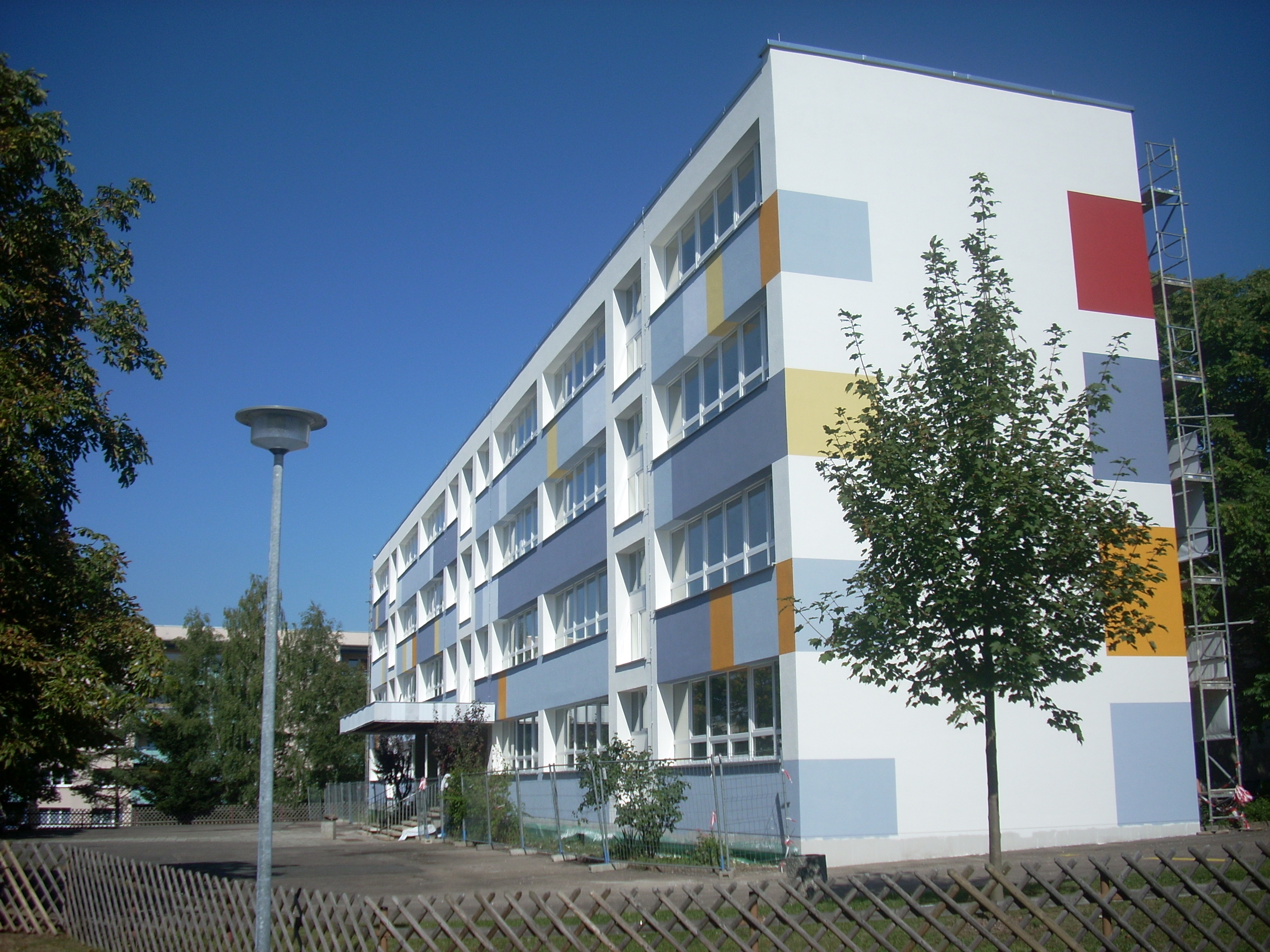
Erasmus-Reinhold-Gymnasium in Gorndorf

Gorndorf ist der größte Stadtteil der Kreisstadt Saalfeld in Thüringen.

## Geografie
Der Stadtteil liegt am Ostende der Stadt Saalfeld in einem breiten muldenartigen Tal (Weiratal), das vor der Errichtung eines flächengreifenden Neubaugebietes überwiegend landwirtschaftlich genutzt wurde. Traditionell werden alle Siedlungsteile östlich der Bahnlinie zu „Gorndorf“ gerechnet, obzwar die engere Gemarkung wesentlich kleiner ist und überwiegende Teile des Neubaugebietes auf Gemarkung „Saalfeld“ liegen.
Nördlich verläuft die Bundesstraße 281 von Saalfeld nach Gera, daneben führt auch die Bahnstrecke Saalfeld–Gera–Leipzig durch das Tal. Am Nordwestende blickt man auf den Berg Kulm. Die Saale fließt zwischen Gorndorf und der Kernstadt aus dem Schiefergebirge kommend nach Rudolstadt. Der Stadtteil hat Zugang zur Kernstadt (Altstadt) über Brücken.

## Geschichte
Am 25. Juni 1328 wurde das Dorf urkundlich erstmals erwähnt.
Gorndorf liegt in Thüringen ca. 50 km südöstlich der Landeshauptstadt Erfurt. Gorndorf hatte vor der Wende ca. 10.000 Einwohner, zählt heute noch ca. 6.000 Einwohner. Zu unterscheiden ist zwischen Altgorndorf, dem ursprünglichen Bauerndorf beidseits der Weira, und einem nach dem Zweiten Weltkrieg entstandenen sehr großen Neubaugebiet. Die Ursprünge des Neubaugebietes gehen auf eine starke Nachfrage nach Wohnungen für die Arbeiter der Maxhütte im nahen Unterwellenborn zurück. Eine erste geschlossene Wohnsiedlung, die heute komplett unter Denkmalschutz steht, entstand in den 1950er Jahren am Ostende der heutigen Stauffenbergstraße (Denkmalensemble Wohnanlage Stauffenbergstraße 7–47, 146–168). Ab den 1960er Jahren entstanden zunehmend Plattenbausiedlungen, die mittlerweile teilweise wieder zurückgebaut sind.
Ein Gymnasium, eine Regelschule, eine Grundschule und eine Geistige Förderschule sind in Gorndorf vorhanden. Außerdem gibt es ein Jugend- und Stadtteilzentrum mit einer kleinen Sternwarte.
Am 1. Januar 1963 wurde die zuvor selbstständige Gemeinde Gorndorf in die Kreisstadt Saalfeld eingegliedert.
1902 bis 1905, als Gorndorf noch ländlichen Charakter besaß, wurde am Flüsschen Weira eine der letzten Mahlmühlen gebaut. Bis dahin gab es im Ort wegen des Mühlenzwangs noch keine Mühle.

## Sehenswürdigkeiten
- Kirche St. Marien

## Persönlichkeiten
- Herbert Strecha (1909–1981), Maler und Grafiker

- Uwe Oswald (* 1953 in Gorndorf), Bildender Künstler
- Sabine Fiedler (* 9. Dezember 1957 in Gorndorf), Anglistin